# Battle Gear
Los Battle Gears o arsenales son accesorios de batalla que utilizan en el animé Bakugan. Se introducen en la espalda de un Bakugan para crear nuevas armas más poderosas.

## Uso
Cuando dos Bakugan están en batalla uno de los jugadores puede lanzar un Battle Gear e introducirlo en la espalda de un Bakugan. En ese prosceso el bakugan y el battle gear están activos,allí se podrá activar sus cartas de habilidad. También tienen su propio poder G que se suma a los puntos del bakugan. Un battle gear no cuenta un turno.

## Atributos
Los battle gears utilizan estos atributos:
- Silver: el battle gear tiene detalles de color plata.
- Gold: el battle gear tiene detalles de color oro.
- Copper: el battle gear tiene detalles de color bronce.

## Personajes
Estos son los battle gears que aparecen en la serie:

### JetKor
Es un battle gear que le llegó a dan cuando drago evoluciona a Helix Dragonoid. Tiene 100 GS y es el primer battle gear de drago que aparece en la serie.

### Destructor Gemelo
Es el battle gear de Helios. Aparece por primera vez en el episodio 41 de bakugan nueva vestroia. Es el primer arsenal que puede anular la trampa de batalla y hacer que esté a su favor. Tiene 100 GS y su poder especial es Devastador Dwilgth que activa una metrayeta de fuego.
- Datos: Q5723622